# Señor Wences
Wenceslao Moreno Centeno, más conocido como Señor Wences, (Peñaranda de Bracamonte, 17 de abril de 1896-Nueva York, 20 de abril de 1999) fue un ventrílocuo español. Fue tío del también ventrílocuo y productor José Luis Moreno.

## Biografía
Wenceslao Moreno Centeno nació el 17 de abril de 1896 en Peñaranda de Bracamonte, provincia de Salamanca, España, fue uno de los siete hijos supervivientes de los veinte que tuvieron Josefa Centeno Lavera y Antonio Moreno Ross, escritor, músico, pintor y decorador.
Hacia 1920 intentó ser novillero, para luego dedicarse a la ventriloquia siguiendo los pasos de su hermano mayor Felipe Moreno (1888- 1966), con quien coincidió en el Circo Parish. Su sobrino, José Luis Moreno, hijo de su hermana Josefa, siguió sus pasos como ventrílocuo.
Contrajo matrimonio en 1922 con Esperanza Martin Caballero, con la cual tuvo dos hijos y tras separarse y enviudar en segundas nupcias con Natalie Cover, excorista inglesa y su mánager, en 1951 en el Líbano, en la embajada de Estados Unidos de América. Natalie, más conocida como Taly, falleció en Nueva York de pulmonía en el año 2005. 
Emigró en 1934 a América del Sur y desde allí a Nueva York. En ocasiones en lugar de utilizar muñeco empleaba su puño cerrado, al que llamaba Johnny, y en el que dibujaba unos labios y algún peluquín para completar el efecto. Sus apariciones en el show de Ed Sullivan, en Broadway y en el circuito del music hall le convirtieron en uno de los españoles más conocidos para los estadounidenses. Realizó cuarenta y ocho actuaciones de diez minutos en el show de Ed Sullivan. Estuvo en activo hasta 1996.
En sus últimos años solía alojarse en el Hotel Benedictino de Alba de Tormes, en el que pasaba largas temporadas. En agosto de 1996 fue el pregonero de las fiestas locales de Alba de Tormes. El 24 de septiembre de 1996 el ayuntamiento de Salamanca otorgó su nombre a una calle, así como un monolito dedicado y en Estados Unidos, el mánager neoyorquino Marty Fisher coordinó un homenaje al cumplir Wences cien años. El Ayuntamiento de Nueva York concedió su nombre a una calle de Broadway, próxima a los estudios donde se emitía el show de Ed Sullivan. La ciudad de Las Vegas le rindió un reconocimiento y fue distinguido por el sindicato de actores de América como el actor más longevo.

Su tumba se encuentra en el centro del cementerio de Peñaranda de Bracamonte (Salamanca) en un lugar destacado.